# Anna Adelaïde Abrahams
Anna Adelaïde Abrahams (Middelburg, 16 giugno 1849 – L'Aia, 18 gennaio 1930) è stata una pittrice olandese.

## Biografia
Allieva del pittore Johannes Fredrick Schutz, è nota come autrice di nature morte. Espose con successo a Parigi, Berlino e Düsseldorf. Due suoi dipinti vennero esposti all'Esposizione internazionale di Bruxelles del 1910.
Alcune sue opere sono conservate nel Museo Boijmans Van Beuningen di Rotterdam.

## Galleria d'immagini

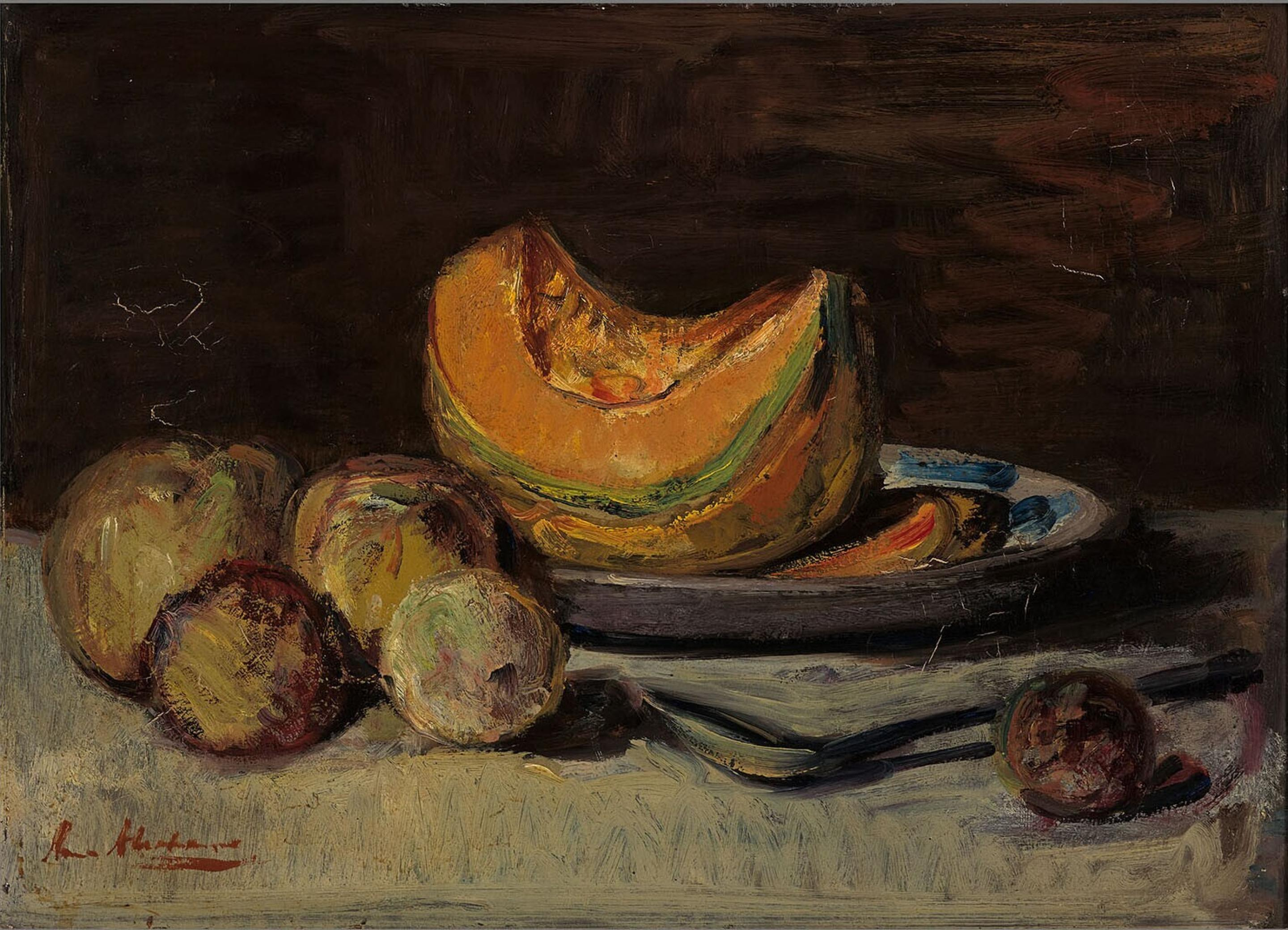
Natura morta (Rotterdam, Museo Boijmans Van Beuningen)
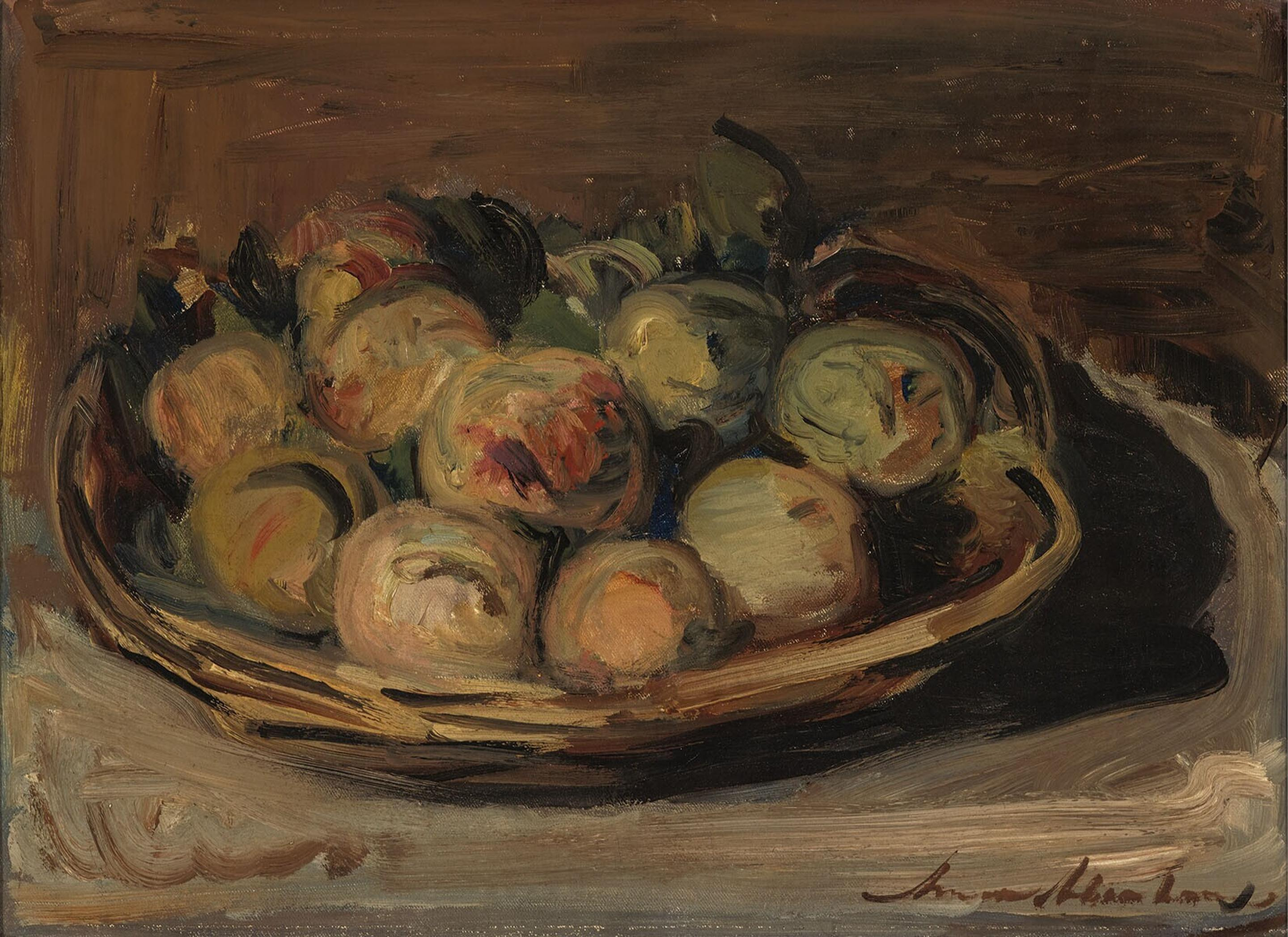
Natura morta con mele in un cesto (Rotterdam, Museo Boijmans Van Beuningen)
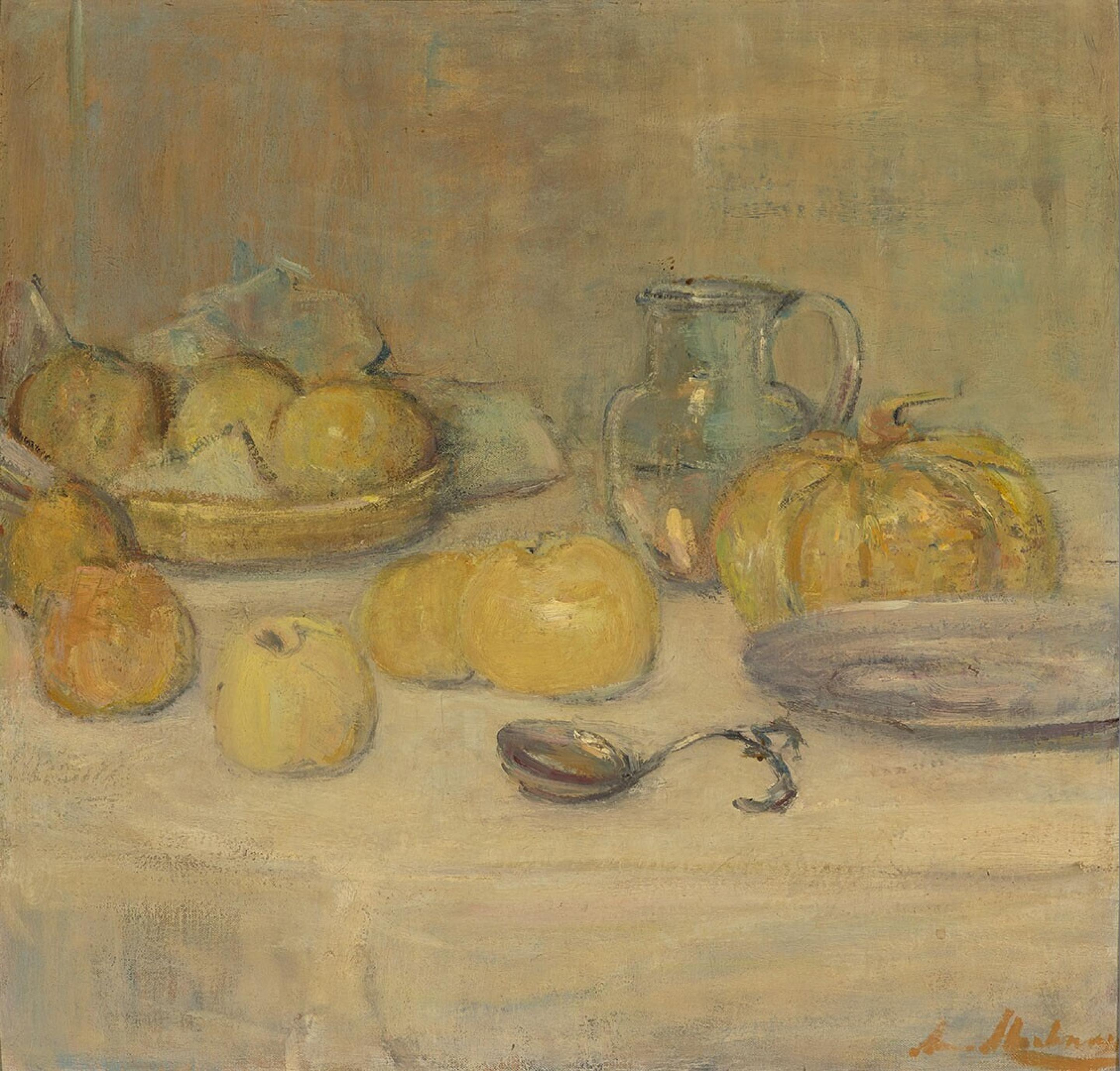
Natura morta con mele e melone (Rotterdam, Museo Boijmans Van Beuningen)
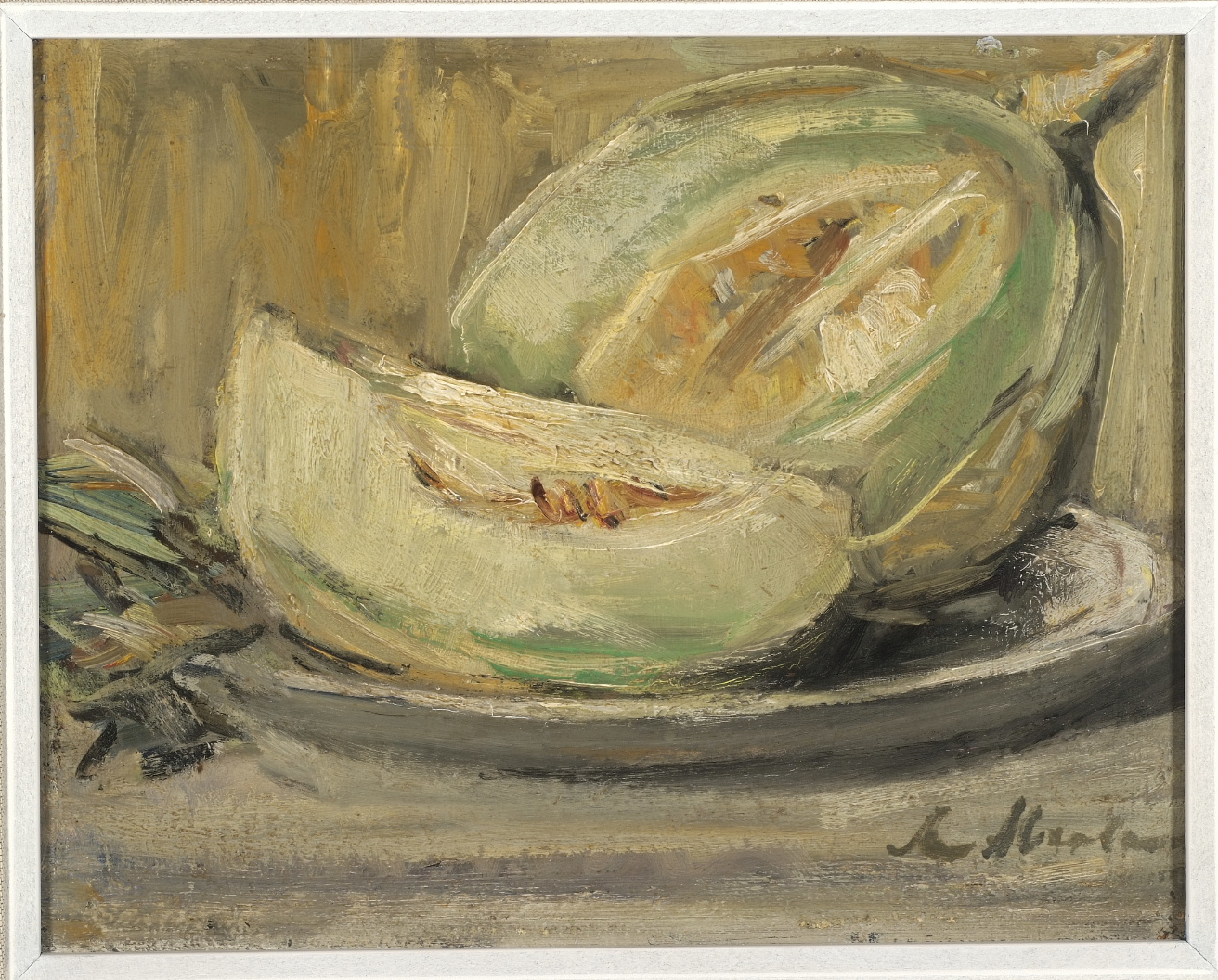
Meloni (Gouda, Museo Gouda)
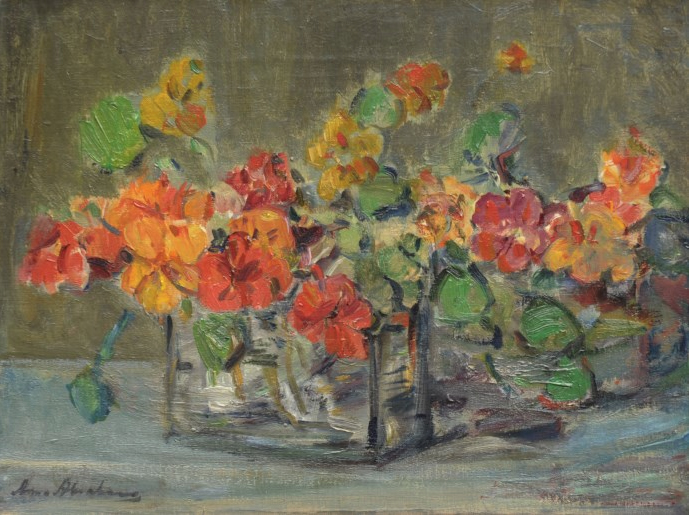
Natura morta
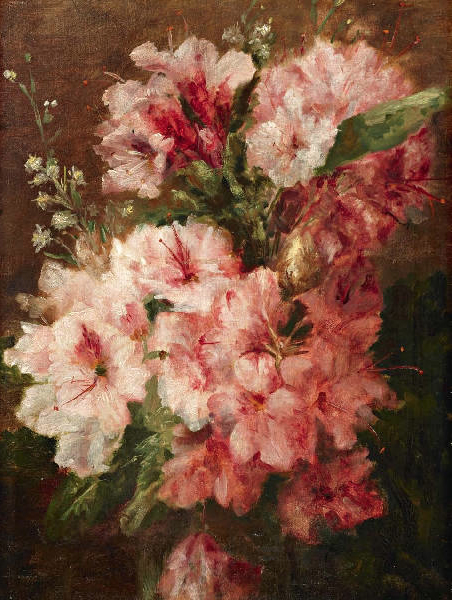
Natura morta